# Alstahaugs kyrka
Alstahaugs kyrka (norska Alstahaug kirke) är en kyrka på ön Alsten i Alstahaug kommun i Nordland fylke i Norge. Kyrkan har 238 sittplatser.
Kyrkan uppfördes mellan år 1100 och 1200 som ett storgårdskapell i romansk stil, med ett rektangulärt långhus och ett lägre och smalare kor. Byggnaden är uppförd av välhuggen kvadersten, har goda proportioner och är rikt utsmyckad med bland annat bågfriser och stjärnornament. Åren 1864–1865 förändrades den gamla kyrkan drastiskt; man byggde ett nytt skepp, och koret gjordes om till både kor och sakristia. 1935–1936 återfördes dessa partier delvis tillbaka till sitt ursprungliga utseende. En genomgripande restaurering inleddes i slutet av 1950-talet, under ledning av arkitekten Stein. Som ett led i detta företogs 1967 en arkeologisk utgrävning i kyrkan.
Petter Dass var sockenpräst i Alstahaug mellan 1689 och 1707.